# Tino Dossantos
Tino Dossantos (22 de enero de 1969) es un deportista canadiense que compitió en taekwondo. Ganó dos medallas de oro en el Campeonato Panamericano de Taekwondo en los años 1988 y 1990.

## Palmarés internacional
| Campeonato Panamericano | Campeonato Panamericano | Campeonato Panamericano | Campeonato Panamericano |
| Año                     | Lugar                   | Medalla                 | Categoría               |
| ----------------------- | ----------------------- | ----------------------- | ----------------------- |
| 1988                    | Lima (Perú)             | Medalla de oro          | –64 kg                  |
| 1990                    | Bayamón (Puerto Rico)   | Medalla de oro          | –64 kg                  |